# Erpodiaceae
Erpodiaceae  es una familia de musgos perteneciente al orden Dicranales.
Según The Plant List comprende 6 géneros con  74  especies descritas y de estas, solo 39 aceptadas.

## Taxonomía
La familia fue descrita por Viktor Ferdinand Brotherus y publicado en Die Natürlichen Pflanzenfamilien I(3): 706. 1905. El género tipo es: Erpodium

## Géneros
- Aulacopilum
- Erpodium
- Leptangium
- Solmsiella
- Venturiella
- Wildia